# Peridiscaceae
Peridiscaceae là một họ thực vật hạt kín thuộc bộ Saxifragales. Nó bao gồm 4 chi: Medusandra, Soyauxia, Peridiscus, Whittonia. Nó có sự phân bố đứt đoạn, với chi Peridiscus có tại Venezuela và miền bắc Brasil, Whittonia có tại Guyana. Chi Medusandra có tại Cameroon, còn chi Soyauxia có tại vùng nhiệt đới Tây Phi. Chi Whittonia có lẽ đã tuyệt chủng, do chỉ được biết đến từ một mẫu vật thu thập dưới chân thác Kaieteur ở Guyana. Cố gắng phát hiện lại loài này vào năm 2006 đã không thành công.
Chi lớn nhất là Soyauxia, với khoảng 7 loài. Chi Medusandra có 2 loài. Chi Peridiscus và Whittonia mỗi chi có 1 loài. Họ Peridiscaceae bao gồm các loại cây gỗ nhỏ hay cây bụi mọc thẳng trong các khu rừng ẩm nhiệt đới.
Cho tới năm 2009 người ta vẫn không gộp cả bốn chi trong họ này. Các chi Peridiscus và Whittonia rõ ràng là có quan hệ họ hàng gần. Cặp đôi này, và 2 chi kia đã từ lâu được coi là dị thường, được các tác giả khác nhau đặt trong các họ khác nhau.

## Miêu tả
Miêu tả sau đây do John Hutchinson tạo ra bằng cách kết hợp các miêu tả của 2 chi Medusandra và Peridiscus với các miêu tả cho các chi Soyauxia, Peridiscus và Whittonia của Clemens Bayer.
Họ Peridiscaceae bao gồm các loại cây gỗ nhỏ hay cây bụi mọc thẳng. Các lá đơn, có lá kèm, mọc so le, với mép lá nguyên hay có các răng thuôn tròn rất nhỏ (chi Medusandra). Cuống lá hình gối, tại đỉnh của nó đôi khi cũng bị che khuất như thế. Các lá kèm mọc ở nách lá, đôi khi bao quanh một chồi nách lá.
Cụm hoa là một cụm các chùm hay bông ở nách lá, các cụm thường bị suy giảm thành một cặp chùm hay chỉ một chùm. Hoa lưỡng tính, đối xứng tỏa tia. Lá đài 4 tới 7, và tự do, nghĩa là tách rời khỏi nhau. Chi Medusandra và chi Soyauxia có 5 cánh hoa. Chi Peridiscus và chi Whittonia không có cánh hoa.
Chi Medusandra không có đĩa mật và có 5 nhị hoa, gài đối diện với các cánh hoa, và so le với 5 nhị lép dài có lông tơ. Ở các chi khác, nhị nhiều và sắp xếp thành 1 vòng xung quanh đĩa mật. Bao phấn là dạng 4 túi ở 2 chi Medusandra và Soyauxia; 2 túi ở 2 chi Peridiscus và Whittonia.
Các phần của bao hoa gắn vào phía dưới bầu nhụy. Vì thế bầu nhụy là thượng, nhưng dường như là bán hạ ở chi Peridiscus do bầu nhụy được gắn vào một đĩa lớn dày cùi thịt. Bộ nhụy bao gồm 3 hay 4 lá noãn, hợp nhất thành bầu nhụy 1 ngăn. Kiểu đính noãn đỉnh, với 2 noãn tại đỉnh mỗi lá noãn. Bầu nhụy có một cột trung tâm ở Medusandra và Soyauxia. Mỗi lá noãn mang một vòi nhụy và các vòi nhụy này tách rời nhau tại đỉnh bầu nhụy.
Quả mang 1 hạt; là dạng quả nang ở Medusandra và Soyauxia; hay quả hạch ở Peridiscus và Whittonia.

## Lịch sử
George Bentham thiết lập chi Peridiscus năm 1862, khi đặt tên loài duy nhất của nó là Peridiscus lucidus. Ông đặt nó trong nhóm mà ông gọi là "Tribus Flacourtieae" (tông Flacourtieae) mà sau này người ta gọi là họ Flacourtiaceae. Bentham không viết từ nguyên học cho tên gọi này, nhưng nói chung người ta tin rằng tên gọi đó chỉ tới một thực tế rằng nhị hoa được gắn dọc theo rìa ngoài của đĩa mật.
Daniel Oliver thiết lập chi Soyauxia năm 1880 cho loài Soyauxia gabonensis, đặt nó trong họ Passifloraceae. Ông đặt tên nó theo tên của nhà thực vật học kiêm nhà thu thập mẫu cây người Đức là Hermann Soyaux, khi phát biểu rằng "Ngài Soyaux, hiện tại đang ở Gaboon, xứng đáng với điều là tên ông nên được gắn với một trong các phát hiện thú vị của ông trong khu vực đó".
Họ Flacourtiaceae, theo lời của Hermann Sleumer, là một điều hư cấu và chi Peridiscus ngay từ khi bắt đầu, đã là một trong các thành viên đáng ngờ nhất của họ này. Thừa nhận tính khác biệt của nó, João Kuhlmann đã tách riêng nó ra để lập họ của chính nó vào năm 1947.
Năm 1952, John Brenan đặt tên và miêu tả chi Medusandra, lập ra họ mới là Medusandraceae để chứa nó. Năm 1953, Brenan chuyển chi Soyauxia từ họ Passifloraceae sang họ Medusandraceae, nhưng chỉ có rất ít các nhà thực vật học đồng ý với phân loại của ông. Năm 1954, John Hutchinson và John McEwen Dalziel tuân theo xử lý của Brenan trong ấn bản lần thứ hai cho cuốn sách của họ là Flora of West Tropical Africa. Tuy nhiên, Hutchinson nhanh chóng từ bỏ điều này, giải thích một số chi tiết giải thích tại sao ông cho rằng chi Medusandra và chi Soyauxia lại không có quan hệ họ hàng.
Năm 1962, Noel Y. Sandwith đặt tên và miêu tả chi Whittonia. Trong một bài báo kèm theo, Charles Russell Metcalfe đã thảo luận về mối quan hệ gần của nó với chi Peridiscus. Sau khoảng 40 năm, họ Peridiscaceae đã được xem xét như là một họ có vị trí phân loại không chắc chắn, chứa 2 chi.
Năm 2000, một trình tự DNA cho gen rbcL của chi Whittonia đã được thực hiện và sử dụng trong một nghiên cứu phát sinh chủng loài phân tử về eudicots. Nghiên cứu này đặt Peridiscaceae trong cùng một nhánh với Elatinaceae và Malpighiaceae, một kết quả rất bất ngờ và không được dự đoán trước. Trên cơ sở của nghiên cứu phát sinh chủng loài này, Angiosperm Phylogeny Group đã đặt Peridiscaceae trong bộ Malpighiales khi họ công bố hệ thống APG II vào năm 2003.. Nhưng người ta nhanh chóng phát hiện ra rằng trình tự rbcL cho Whittonia là một ảo tưởng, được hình thành bởi DNA từ các loại thực vật không xác định được đã ô nhiễm mẫu vật. Từ đó tới nay vẫn chưa có cố gắng nào nhằm lấy DNA từ chi Whittonia.
Năm 2004, sử dụng DNA từ Peridiscus, người ta chỉ ra rằng Elatinaceae và Malpighiaceae trên thực tế là các họ chị em và rằng Peridiscaceae thuộc về bộ Saxifragales. Trong khi đó, Medusandra và Soyauxia được liệt kê trong APG II trong phụ lục có tiêu đề "TAXA OF UNCERTAIN POSITION" (CÁC ĐƠN VỊ PHÂN Loại CÓ VỊ TRÍ KHÔNG CHẮC CHẮN).
DNA từ chi Soyauxiacuối cùng đã thu được vào năm 2007, và người ta chỉ ra rằng Soyauxia có quan hệ họ hàng gần nhất với Peridiscus và, theo suy luận, là với Whittonia. Do kết quả này có cơ sở hình thái học tốt, chi Soyauxia được chuyển sang họ Peridiscaceae một cách chính đáng. Nghiên cứu này cũng phát hiện thấy hỗ trợ thống kê mạnh cho việc gộp họ Peridiscaceae vào bộ Saxifragales, nhưng không có hỗ trợ mạnh cho bất kỳ vị trí cụ thể nào trong bộ này.
Năm 2008, trong một nghiên cứu sử dụng một lượng lớn dữ liệu DNA lạp lục, cũng như một số DNA ti thể và nhân tế bào, người ta đã chỉ ra rằng họ Peridiscaceae có quan hệ chị-em với phần còn lại của bộ Saxifragales.
Người ta cũng từng ngờ rằng Medusandra có thể thuộc về nơi nào đó trong bộ Malpighiales, nhưng phát sinh chủng loài của bộ này, được sinh ra năm 2009, đã đặt Medusandra trong bộ Saxifragales. Các tác giả đã đặt Medusandra và một vài thành viên khác của bộ Saxifragales trong ngoại nhóm của họ, phát hiện thấy hỗ trợ mạnh cho nhánh gồm [Medusandra + (Soyauxia + Peridiscus)]. Khi hệ thống APG III được công bố tháng 10 năm 2009, họ Peridiscaceae đã được mở rộng để bao gồm Medusandra và Soyauxia. John Brenan, 57 năm trước, đã từng tiên tri trong nhận thức của ông về mối quan hệ họ hàng gần của Medusandra và Soyauxia.

## Phát sinh chủng loài
Biểu đồ phát sinh chủng loài dưới đây lấy theo Wurdack và Davis (2009), ngoại trừ vị trí của Whittonia do không có bất kỳ trình tự DNA của nó, nhưng chi Peridiscus và Whittonia chắc chắn là các đơn vị phân loại chị em do chúng có rất nhiều đặc trưng hình thái học chung.
|  | Soyauxia                                                 |
|  |                                                          |
|  | \| \| Peridiscus \| \| \| \| \| \| Whittonia \| \| \| \| |
|  |                                                          |
|  | Peridiscus                                               |
|  |                                                          |
|  | Whittonia                                                |
|  |                                                          |

|  | Peridiscus |
|  |            |
|  | Whittonia  |
|  |            |

|  | Soyauxia                                                 |
|  |                                                          |
|  | \| \| Peridiscus \| \| \| \| \| \| Whittonia \| \| \| \| |
|  |                                                          |
|  | Peridiscus                                               |
|  |                                                          |
|  | Whittonia                                                |
|  |                                                          |

|  | Peridiscus |
|  |            |
|  | Whittonia  |
|  |            |